# Timor-Schwert
Das Timor-Schwert ist ein Schwert verschiedener Ethnien aus Timor und anderen Teilen der Kleine Sundainseln (Alor, Pantar, Roti, Sawu, Wetar).

## Beschreibung
Das Timor-Schwert hat eine gerade oder leicht gekrümmte, einschneidige Klinge. Es werden einheimische oder europäische Klingen verwendet. Das Heft hat kein Parierelement und ist oft aus Horn. Besonders auffällig sind die Knäufe der Hefte. Sie sind in der Form eines stilisierten Kopfes geschnitzt oder haben eine Dreiecksform und können mit Ziegenhaaren verziert sein. Die Scheiden bestehen aus zwei Holzhälften die sind mit Rattan Metallbändern oder umwickelt sind. Es gibt viele Versionen dieses Schwertes, die auf verschiedenen Teilen der Kleinen Sundainseln hergestellt und benutzt werden. Sie unterscheiden sich von anderen Schwertern der Region vor allem durch die Form ihrer Hefte.
Die Hefte und Scheiden dieser Schwerttypen zeugen von einem hohen, künstlerischen und  handwerklichen Können.

### Typ A
Man findet diesen Typ im gesamten Gebiet um Timor. Das Heft ist aus Büffelhorn und hat ein gerades Griffstück. Der Knauf biegt oft vom Heft ab und ist stark verbreitert und dreieckig gearbeitet. In der Mitte des Knaufs ist die Form eines Auges, einer Blüte oder einer Rosette ausgeschnitzt. An den abgeflachten Seiten sind meist Bohrungen angebracht, in denen eine Dekoration aus Ziegenhaaren angebracht ist. Diese Haare sind meist schwarz oder auch rot eingefärbt. Das Oberteil, das Mittelstück und das untere Endstück des Griffstücks sind mit geometrischen Mustern (s-förmig, ringförmig, linienförmig) verziert. Seltene Versionen haben eine leicht gebogene Knaufoberkante und haben darunter Durchbrüche, so dass die Oberkante einem Treppengeländer ähnelt. (Bild: Typ A.1). Die Klingen sind gerade oder wie bei einem Säbel gebogen. Die Klinge dieser Schwerter stammen oft aus englischer, portugiesischer oder niederländischer Produktion. Aber es gibt aber auch Exemplare mit lokal produzierten Klingen. Die Scheiden sind zweiteilig und bestehen aus Holz. Sie werden mit Rattanschnüren zusammengehalten. Am Ort der Scheide gibt es fußartige Verdickung. Lange gekrümmte Waffen des Typs werden auch Surik genannt.

### Typ B

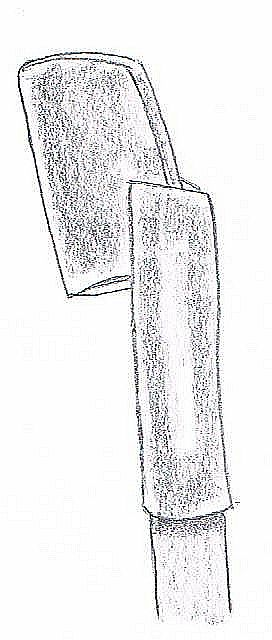
Typ B

Man findet diesen Typ auf der Pantar, Alor und Wetar. Der Typ B ist eine Version des Typs A. Die dreieckigen Knäufe sind mehr „gekippt“ gearbeitet als bei Typ  A. Auf Alor und Wetar verläuft der dreieckige Knauf in einer Linie mit der Klinge, auf Pantar in einer Kurve auf die Schneide der Klinge zu. Bei Versionen von Pantar ist das Heft länger gezogen als bei denen von Alor und Wetar, während das obere Ende des Knaufes stumpfer gearbeitet ist. Das zentral gelegene „Auge“ auf dem Knauf ist bei diesen Versionen aus Pantar in einer Rosetten- oder Blumenform gestaltet. Bei den Schnitzereien ist auf Alor ein kreisförmiges Muster, auf Wetar ein diamantförmiges Muster bevorzugt. Beim Typ B werden ebenfalls Haardekorationen gebräuchlich, jedoch wesentlich seltener als bei den Versionen von Typ A. Die Schnitzereien sind im gesamten weniger phantasievoll. Die vor Ort produzierten Klingen sind immer gerade. Sie können vom Heft zum Ort gleichbleibend breit sein oder aber am Heft schmal und zum Ort hin verbreitert. Der Klingenrücken verläuft in einem Bogen zum Ort. Die Scheiden sind zweiteilig und bestehen aus Holz. Sie werden mit Rattanschnüren zusammengehalten. Die Ortöffnung (Scheidenmund) ist verbreitert und als Vorsprung zur Schneidenseite hin ausgearbeitet. Auf Alor und Wetar ist dieser Vorsprung rechteckig, auf Pantar ist das Ende dieses Vorsprunges in der Form von Federn oder Locken geschnitzt. Diese Schwerter werden auch Rugi genannt.

### Typ C

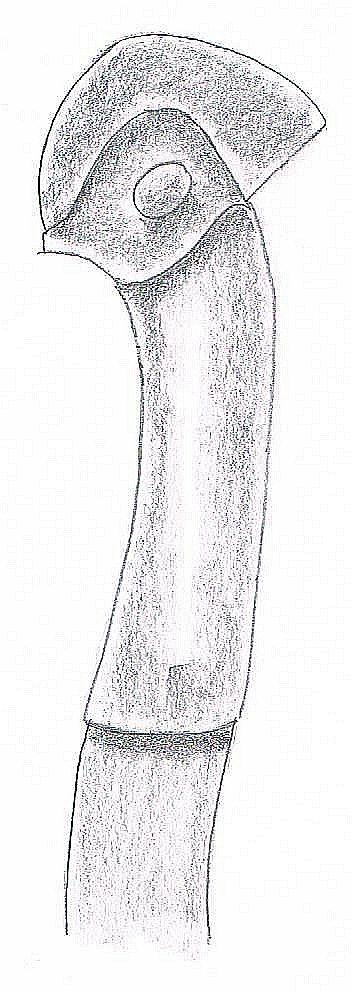
Typ C

Diesen Typ findet man in Zentraltimor. Bei diesem Typ ist das Heftende in der Form eines stark stilisierten Vogel- oder Hahnenkopfes gearbeitet. Das Heft ist zur Schneide hin leicht abgebogen. Der stumpfe Schnabel formt den vorstehenden Teil des Hefts. An der Oberseite ist eine Art Hahnenkamm ausgearbeitet. Bei manchen Exemplaren ist der Kamm so stark ausgeformt, dass er den gesamten Kopf umschließt. Eine geschnitzte Linie umgibt oft den gesamten Kopf. Das „Auge“ des Vogels ist manchmal durch eine kleine Silbermünze dargestellt. Die Klinge dieser Schwerter stammen oft aus englischer, portugiesischer oder niederländischer Produktion. Gerade Klingen sind unüblich. Die Scheiden sind zweiteilig, bestehen aus Holz und werden meist mit silberfarbenen Metallbändern zusammengehalten. Bei moderneren Versionen werden Bänder aus Aluminium benutzt. Die Scheiden haben keinen verbreiteten Fuß, so wie bei vielen Timor-Schwertern üblich. Die Scheiden sind am unteren Ende schmaler als oben, können aber am Scheidenmund breiter werden. Am Scheidenmund sind die Scheiden genauso breit wie das Heft an der Übergangsstelle zur Klinge.

### Typ D

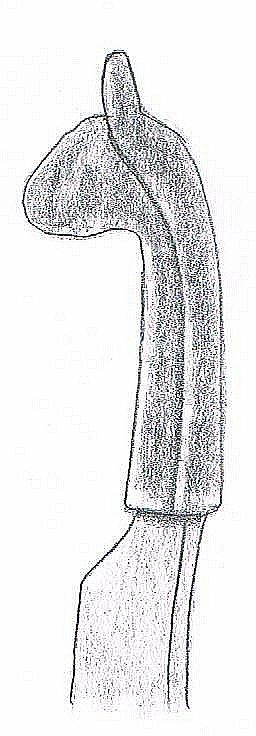
Typ D

Diesen Typ findet man in Südwesttimor in der Gegend um Camplong und Niki-Niki. Der Knauf ist in der Form eines stilisierten Tierkopfes gearbeitet. Das Heft ist im Querschnitt meist rund oder oval, und im Bereich der Schneide verdickt und mit einer Heftzwinge an der Klinge befestigt. Der Knauf ist zur Schneide hin leicht abgebogen. Die Biegung beträgt bis zu 90 Grad. Das markanteste Bestandteil des Heftes ist eine muschelförmige Verbreiterung auf dem Heftrücken, an der Stelle, an der die Krümmung beginnt. Die Klingen dieser Version sind oft kurz bis sehr kurz. Zur Herstellung dieser Klingen werden oft gebrochene Schwert- oder Säbelklingen benutzt. Meist sind die Klingen gebogen. Gerade Klingen sind seltener im Gebrauch. Die Scheiden sind aus Holz, zweiteilig und werden mit silberfarbenen Metallbändern oder Bändern aus Messing zusammengehalten. Der Ortbereich ist flach, während der Scheidenmund triangulär verbreitert ist. Oft ist an dieser Verbreiterung ein V-förmiger Einschnitt ausgearbeitet. Die Scheide wird oft an einem Gürtel befestigt, der über der Schulter getragen wird. Das Schwert hängt bei dieser Trageweise unter der Achsel.

### Typ E

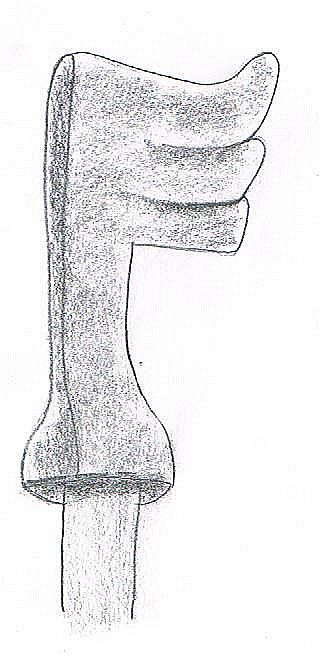
Typ E

Diesen Typ findet man auf den Inseln Sawu und Roti. Genau wie alle Hefte der Timorgruppe werden diese auch aus Büffelhorn gearbeitet, mit dem Unterschied, dass diese Hefte einen gelblichen Farbton anstatt des schwarzen der anderen Versionen haben. Das Griffstück ist auffallend kurz gestaltet, der Übergang zur Klinge ist breit gearbeitet. Am Knauf ist es fast quadratisch gearbeitet, flach und stark verbreitert. Es hat starke Ähnlichkeit mit einer Flagge. Auf der Seite, die zur Schneide hin zeigt, sind geschnitzte, federförmige Schnitzereien ausgearbeitet. Die Zwischenbereiche der „Federn“ sind v-förmig gearbeitet, in der Mitte befindet sich ein „Auge“. Auf den schmalen Seiten des Hefts sind meist naturfarbene oder gefärbte Ziegenhaare befestigt. Das gesamte Heft ist mit Schnitzereien verziert. In der Mitte ist eine erhabene Kreisform geschnitzt, mit einem hervorstehenden Punkt in der Mitte. Die Klingen sind von lokaler Herkunft und immer gerade. Der Klingenrücken läuft in einem Bogen zur Schneide. Die Scheiden sind aus Holz und zweiteilig. Sie werden mit Rattan verbunden. Die Rattanbindung kann über die gesamte Länge der Scheide laufen oder durch Bereiche mit Schnitzereien unterbrochen sein. Der Scheidenmund ist breit gearbeitet und ist oft breiter als der Durchmesser des Hefts. Der Scheidenmund ist mit denselben Schnitzereien wie das Heft verziert und ebenfalls mit dem „Auge“ ausgestattet. Der Ortbereich der Scheide ist verbreitert und biegt zur Schneidenseite hin ab. Auch dieser ist mit Schnitzereien und dem mit dem „Auge“ verziert. Auf Sawu wird dieser Schwerttyp „Hemola“ genannt, auf Roti „Tafa“.

### Sonstige
Ein weiterer Typ hat ein pistolenförmiges Heft. Die Scheiden sind zweiteilig und werden mit silbernen Metallbändern zusammengehalten. Die Klingen sind meist säbelförmig gebogen. Das Heft und die Scheide sind nicht verziert.